# Ruth Morris Bakwin
Pour les articles homonymes, voir Morris et Bakwin.
Ruth Morris Bakwin, née le 3 juin 1898 à Chicago et morte le 31 juillet 1985 à Kodiak en Alaska, est une pédiatre et pédopsychologue américaine.
Elle est la première femme à être admise comme interne au Fifth Avenue Hospital de New York (auj. New York Medical College (en)).

## Biographie
Ruth Morris est née à Chicago en 1898. Ses parents sont tous deux des descendants de familles importantes impliquées dans l'industrie de l'emballage de la viande à Chicago : son père est Edward Morris, fils du fondateur de Morris & Company, Nelson Morris et sa mère Helen Swift Morris, fille de Gustavus Swift, fondateur de Swift & Co.
Elle fait ses études au Wellesley College et à la Cornell University Medical School. Pendant son séjour à Cornell, elle lance une collecte de fonds pour aider les étudiants de l'école ayant des besoins financiers.
En 1925, elle épouse Harry Bakwin à Paris. Harry est également pédiatre et un des premiers médecins à diagnostiquer un patient autiste. Alors que les Bakwin sont en formation post-universitaire en Europe, ils s'intéressent à l'art. Lors d'un retour en Europe à la fin des années 1920, ils achètent la version 1890 de L'Arlésienne de Vincent van Gogh. Les Bakwin se lient d'amitié avec plusieurs artistes, dont Diego Rivera et Chaïm Soutine. Ruth Bakwin étudie avec Anna Freud à Vienne.
Ruth Bakwin est membre du département de pédiatrie de la faculté de médecine de l'Université de New York de 1930 jusqu'à sa mort. Elle est également directrice des services pédiatriques à l'infirmerie de New York de 1936 à 1954 et est élue membre de son conseil d'administration en 1961, puis devient administratrice après la fusion de l'infirmerie avec l'hôpital Beekman (aujourd'hui le New York Downtown Hospital (en)) en 1979. Avec son mari, elle co-écrit plusieurs manuels, dont Clinical Management of Behavior Disorders in Children en 1968.
En 1950, elle reçoit la médaille Elizabeth-Blackwell pour sa carrière en pédiatrie à l'infirmerie de New York. En 1983, elle remporte le Alumnae Achievement Award au Wellesley College.
Elle est la mère, avec son mari, de quatre enfants : Edward Bakwin, Michael Bakwin, Barbara Bakwin Rosenthal et Patricia Bakwin Selch.
Alors en vacances en 1985, à Kodiak en Alaska, elle meurt d'une crise cardiaque. En 2006, son fils, Edward Backwin, vend L'Arlésienne de Vincent van Gogh chez Christie's à New York pour 40,3 millions de dollars.